# The Prisoner (miniserie de 2009)
The Prisoner es una miniserie de 2009 basada en la serie de televisión de los años 1960, The Prisoner, sobre un hombre que despierta en un misterioso y pintoresco pueblo de donde no puede escapar y se pregunta quién lo creó y por qué. La miniserie fue coproducida por la cadena estadounidense AMC y la británica ITV.

## Trama
La serie comienza cuando un hombre sin identificar despierta en un desierto y se encuentra a sí mismo en medio de una persecución: unos misteriosos guardias persiguen a un anciano entre las rocas. El anciano muere poco después, pero antes le pasa un mensaje al hombre: "Diles que escapé".
Recorriendo el desierto, el hombre llega a una enigmática comunidad, cuyos residentes le informan que simplemente se llama "The Village" (El pueblo). Cada una de las personas con las que se encuentra es conocida solo por un número, descubre que a él se lo conoce como "6", y no tienen conocimiento o recuerdos del mundo exterior.
El mismo 6 es incapaz de recordar su nombre real, o su vida antes de llegar a the Village, solamente fragmentos de recuerdos de la ciudad de Nueva York y una mujer misteriosa que conoció en una cena y llevó a su casa. Mientras tanto, pronto se enfrenta en una lucha de intereses contra "2", el líder de la comunidad, quien hace todo lo posible para que 6 se adapte a la vida en el pueblo. 6, sin embargo, intenta ubicar a los "soñadores", residentes de Village que, al igual que él, han estado teniendo inquietudes y recuerdos de sus vidas fuera del pueblo. Sobre la marcha, conoce a 147, un taxista del pueblo; 313, una doctora con quien 6 desarrolla una conexión romántica pero que tiene sus propios secretos; y 11-12, el hijo de 2, que comienza a cuestionarse la realidad de The Village.
Cada episodio de la miniserie comparte su título con un episodio de la serie original.

## Reparto

### Protagonistas
- Ian McKellen como 2 / Curtis.
- James Caviezel como 6 / Michael.
- Ruth Wilson como 313 / Sarah.
- Jamie Campbell Bower como 11-12.
- Hayley Atwell como 4-15 / Lucy.
- Rachael Blake como M2.
- Lennie James como 147.
- Renate Stuurman como 21-16.

### Invitados
- John Whitely como 93 – Episodio 1, "Arrival".
- Jessica Haines como 554 – Episodio 1, "Arrival".
- David Butler como 37927 / The Access Man – Episodio 1, "Arrival" y Episodio 5, "Schizoid".
- Jeffrey R. Smith como 16 – Episodio 2, "Harmony".
- James Cunigham como 70 & Shadow 70 – Episodio 2, "Harmony".
- Leila Henriques como The Winking Woman – Episodio 2, "Harmony".
- Vincent Regan como 909 – Episodio 3, "Anvil".
- Warrick Grier como 1955 – Episodio 3, "Anvil".
- Lauren Dasnev como 1100 – Episodio 3, "Anvil".
- Sara Stewart como 1894 – Episodio 4, "Darling".

## Antecedentes
Una adaptación de la serie original había estado en desarrollo, de una u otra forma, desde el año 2005. La serie fue estrenada el 15 de noviembre de 2009 como una miniserie en el canal de cable estadounidense AMC en cooperación con el canal británico ITV. La miniserie, de seis capítulos, fue estrenada en el Reino Unido el 17 de abril de 2010.

## Producción
La producción de The Prisoner empezó en junio de 2008. El rodaje de "The Village" se llevó a cabo en Swakopmund, Namibia. Los datos de la producción están disponibles en un diario.
Después de 18 semanas de filmaciones, el rodaje finalizó el 12 de diciembre de 2008. AMC transmitió los 17 episodios de la serie original antes de la adaptación.
Según la viuda de Patrick McGoohan, los productores de la nueva serie querían que McGoohan participara. "Querían que Patrick tuviese algún papel, pero él no quiso estar involucrado. Ya lo había hecho", dijo en una entrevista poco después del fallecimiento de McGoohan. Sin embargo esto se contradijo con las declaraciones de Ian McKellen en una entrevista en noviembre de 2009 para la revista SFX, donde dijo: "Le ofrecieron estar en el primer episodio, había un papel donde encajaba muy irónicamente, pero aparentemente dijo que no quería hacerlo a menos que le ofrecieran el papel del número 2".
La miniserie fue promocionada en el ComicCon de San Diego de 2008 con un aeroplano que escribió en el cielo la frase "Seek the Six" (busca al seis). Aunque en un principio la frase iba a ser un eslogan, no se hizo referencia a ella en la serie. 
En el ComicCon de 2009 se realizó otro evento promocional para la miniserie, incluyó un tráiler de nueve minutos con spoilers y un panel de discusión con los actores y el equipo, durante el cual el productor Trevor Hopkins confirmó que había invitado a McGoohan para hacer el papel del anciano que se encuentra con el personaje de Caviezel el principio del primer episodio. Ese hecho fue sugerido por una chaqueta utilizada por el anciano, el mismo estilo de chaqueta usada por el número 6 en la serie original. McGoohan no aceptó ese papel, pero sugirió que podría interpretar al número 2.

## Recibimiento
La transmisión de la miniserie recibió respuesta mixtas, consiguiendo un 46 sobre 100 en Metacritic. En Entertainment Weekly, el crítico Ken Tucker escribió: "Le falta el ingenio y la garra de la Prisoner original", y concluyó: "Está ensimismada al punto de la incoherencia". El crítico Tim Goodman de San Francisco Chronicle escribió: "The Prisoner no es convincente. Da demasiadas vueltas. Sus rarezas no son interesantes, su manera poco ortodoxa de narración no es lo suficientemente especial".
Sin embargo Alessandra Stanley de The New York Times comentó: "Esta versión de The Prisoner no es un adaptación, es una inteligente y simpática reinterpretanción de Bill Gallagher, quien adaptó el guion a los gustos y sensibilidades contemporáneas, en particular, una fatiga posmoderna con ideaología y grandes ideas". Concluyó diciendo: "La adaptación del siglo XXI solo elogia a la condición humana, y en su lugar explora la lucha de poder entre dos seres humanos. Es poco probable que sea duradera, pero la nueva serie todavía logra ser emocionante". Además recibió comentarios positivos en la crítica de Radio Times y en la de The Guardian, donde Sam Wallaston la describió como "un triunfo con algo de The Truman Show" con "una tensión y una claustrofobia que crece en ti, haciendo que mires en tu propia psiquis".

## Premios
| Año  | Premio              | Categoría                                        | Candidato/s                                                                                 | Resultado  |
| ---- | ------------------- | ------------------------------------------------ | ------------------------------------------------------------------------------------------- | ---------- |
| 2009 | Premios Satellite   | Mejor actor en una miniserie o telefilm          | Ian McKellen                                                                                | Candidato  |
| 2009 | Premios Satellite   | Mejor miniserie                                  | Mejor miniserie                                                                             | Candidata  |
| 2010 | Premios PGA         | Productor de televisión del año en formato largo | Michele Buck, Damien Timmer, Rebecca Keane y Trevor Hopkins                                 | Candidatos |
| 2010 | Premios Emmy        | Mejor actor en una miniserie o película          | Ian McKellen                                                                                | Candidato  |
| 2010 | Premios Emmy        | Mejor fotografía de una miniserie o película     | Florian Hoffmeister por el episodio "Checkmate"                                             | Candidato  |
| 2010 | Art Directors Guild | Premio a la excelencia en diseño de producción   | Michael Pickwoad, Claudio Campana, Delarey Wagenar, Emilia Roux y Delia de Villiers Minnaar | Candidatos |
| 2010 | Premios Saturn      | Mejor presentación en televisión                 | Mejor presentación en televisión                                                            | Candidata  |